# Hashima
Hashima (in giapponese: 羽島,はしま), è una città della Prefettura di Gifu, tra il fiume Kato e il Nagara. Il fiore della città è il crisantemo di Mino.
Occupa un'area totale di 53,64 km² e nel 2007 aveva una popolazione stimata di 67 091 abitanti.